# جرج اس کلینتون
جرج اس کلینتون (انگلیسی: George S. Clinton؛ زادهٔ ۱۷ ژوئن ۱۹۴۷) یک موسیقی‌دان است.